# Банги (язык, Канада)
Банги (Bungee, гэльск. Cànan a' Bhungi) — один из уникальных языков смешанного кельтско-индейского происхождения, распространённый некогда в Западной Канаде, особенно по долине Ред-Ривер в Манитобе. В настоящее время практически вышел из употребления, будучи вытесненным английским языком.

## История
История банги тесно связана с европейской колонизацией Северной Америки. Банги, как и типологически близкий к нему мичиф, образовались в результате глубокого многоуровневого синтеза индоевропейских языков и индейских, и стали родными для населения смешанного происхождения (в основном сожительниц европейских охотников и первооткрывателей, их внебрачных детей и последующих поколений канадских метисов). Но если мичиф сформировался на основе французской лексики и грамматики языков кри и оджибве, то уникальность банги в том, что он — продукт сложной композиции гэльского языка Шотландии и Ирландии (точнее, его канадского диалекта) и того же автохтонного языка кри, наиболее распространённого на территории будущей провинции Манитоба (Канада). Иными словами, язык кри является субстратом для обоих языков, при их разном суперстрате и общем адстрате английского языка, который постепенно их вытеснил из разговорного употребления к концу XX века. Несмотря на некоторые время от времени появляющиеся утверждения о наличии нескольких носителей, язык считается вымершим с середины XX века.

## Типология
Банги сформировался в XVIII — начале XIX веков по мере продвижения шотландских исследователей, охотников и рыбаков вверх по Ред-Ривер. Несмотря на то, что их работодателем на тот момент была британская Компания Гудзонова Залива, значительная часть исследователей была родом из Шотландии, где процессы ассимиляции в сторону английского языка на тот момент не достигли современных масштабов, а потому большинство из них на тот момент разговаривало на гэльском языке и английским, вероятно, владело лишь пассивно. Банги был преимущественно устным языком метисов. Само слово банги — вероятно, искажённое индейское слово, означающее «чуть-чуть».

## Изучение
Единственным научным трудом, посвящённым языку банги, считается работа Блейн 1989 года, когда она работала c последними носителями языка — шестью метисами, не все из которых согласились быть записанными на плёнку. Гораздо больше научно-исследовательского материала посвящено языку мичиф.